# Vasile Stroescu
Vasile Stroescu (n. 11 noiembrie 1845, Trinca, județul Hotin, d. 15 aprilie 1926, București) a fost un cărturar de frunte, susținător al învățământului școlar și om politic român basarabean, filantrop și membru de onoare al Academiei Române, care a promovat cultura națională.

## Biografie
S-a născut în familia comisului Vasile Stroescu, descendent al jitnicerului Ioan Stroescu, menționat documentar încă la 2 iulie 1882. A făcut studii la Liceul Regional din Chișinău, la liceul din Kamenes-Podolski, apoi la Liceul Richelieu din Odessa. A studiat dreptul la Universitățile din Moscova, Sankt Petersburg și Berlin. Apoi a călătorit prin Europa și Africa. Licențiat în drept, este numit ca judecător la Tribunalul din Hotin. Aici face cunoștință cu scriitorul Alexandru Hâjdeu, iar mai târziu, în România, cu poetul Octavian Goga.
A fost specialist în drept, dar îl preocupa și istoria, literatura, științele agricole. A moștenit de la părinți mai multe moșii, cu suprafața totală de 25.000 ha, și apoi mari cirezi de vite, herghelii de cai, turme de oi, numeroase conace. Toate aceste averi le-a pus în serviciul țării, în folosul țărănimii „pe care a iubit-o, a îndrumat-o și a jutat-o” (Eugen Holban). Pământurile le-a dat în arendă țăranilor și a făcut donație cooperativelor agricole și forestiere. Grandioasa sumă de bani, obținută din vânzarea imobilelor, a fost transferată fondurilor caritabile pentru construcția de școli, biserici și spitale în toate provinciile românești - dar mai ales în Ardeal, unde școlile confesionale românești erau amenințate de maghiarizare - pentru sprijinirea instituțiilor culturale, pentru tipărirea cărților, pentru asigurarea cu burse a tineretului studios. Ctitor al bisericilor din Șofrîncani, Zăicani, Trinca, Pociumbăuți, fondator al spitalelor din Trinca și Brătușeni, donator în sprijinul bisericilor, spitalelor și școlilor din Trinca, Stolniceni, Brînzeni ș.a. Drept recompensă pentru actele de binefacere și contribuția la trezirea conștiinței naționale, este ales ca membru onorific al Academiei Române pe 24 mai 1910. De asemenea, a fost și președinte de onoare al Partidului Național Moldovenesc (1917), primul președinte al Parlamentului României Mari (1919), senator al Transilvaniei ș.a.
S-a stins din viață la București. I-au fost organizate funeralii naționale. A fost înmormântat în Cimitirul Sf. Vineri, pe Aleea Teilor.